# Nitria
Nitria è un'antica località egiziana, ora scomparsa. Si trovava su una collina a pochi chilometri a sud di Alessandria d'Egitto, forse nei pressi dell'attuale villaggio di el-Barnudj, nel territorio del Governatorato di Beheira, nella regione nord-occidentale del delta del Nilo. La località ha dato il nome alla depressione sottostante, chiamata deserto di Nitria (l'attuale Wadi el-Natrun).
La fondazione della comunità di Nitria, ad opera del monaco eremita sant'Ammonio, risale all'incirca al 330; si trattava di una comunità di padri del deserto, ossia monaci anacoreti che si ritirarono a vita ascetica, sulla scia dell'esempio di personaggi come sant'Antonio abate, san Pacomio o san Macario il Grande.
Ad oggi non sono state ritrovate rovine archeologiche della località: probabilmente i resti degli antichissimi edifici monastici, costruiti con mattoni di fango cotto, sono andati definitivamente distrutti dall'acqua utilizzata per le moderne coltivazioni agricole. L'esistenza della comunità è comunque ad oggi comprovata attraverso i documenti e le testimonianze storiche. Nell'Historia Monachorum in Aegypto si legge:
(Historia Monachorum in Aegypto, IV secolo)
Un'altra testimonianza si deve al vescovo Palladio di Galazia (ca. 364 – 420), che nella Storia lausiaca racconta:
(Historia Lausica, IV-V secolo)
Il progressivo declino di Nitria ebbe inizio probabilmente a partire dalla seconda metà del VII secolo. Quando il patriarca copto Beniamino I (626-665) visitò l'area nel suo viaggio verso Scete, la valle di Nitria era pressoché deserta. Le rovine dell'antico insediamento sono state cancellate progressivamente dalla sabbia e dal vento del deserto, nonché dai recenti progetti di bonifica ed irrigazione della zona. In ogni caso le dimensioni di Nitria, negli anni di massimo splendore, indussero i monaci a fondare diversi altri insediamenti in zone limitrofe, come a Wadi el-Natrun, dove quattro cenobi sono sopravvissuti fino ad oggi.